# Скандал вокруг сексуальных домогательств в католической церкви

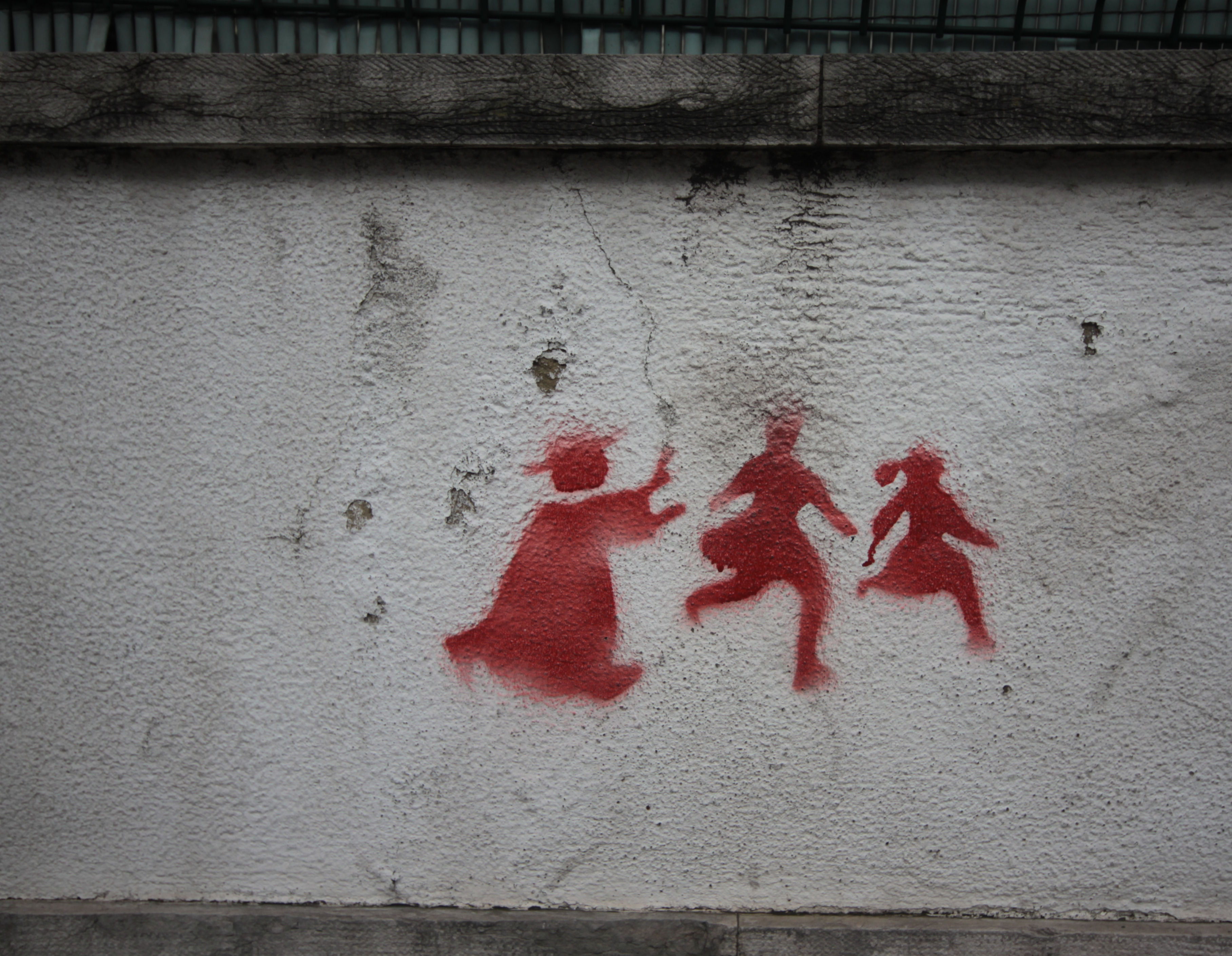
Граффити на стене в Лиссабоне, изображающее священника в погоне за двумя девочками, визуализирующее скандал с сексуальным насилием над детьми, произошедшим в Римско-католической церкви.

Скандал вокруг сексуальных домогательств в католической церкви (англ. Catholic Church sexual abuse cases, итал. Casi di pedofilia all'interno della Chiesa cattolica, нем. Sexueller Missbrauch in der römisch-katholischen Kirche, фр. Abus sexuels sur mineurs dans l'Église catholique, нидерл. Seksueel misbruik binnen de Rooms-Katholieke Kerk) — разгоревшийся в 1990-х — 2000-х годах резонансный скандал, связанный с выявлением многочисленных случаев сексуального насилия над детьми (мальчиками и девочками в возрасте от 3 до 11—14 лет) в среде священников, монахинь и членов религиозных орденов Римской католической церкви.
Согласно расследованию газеты The New York Times, официальный Ватикан не только замалчивал происшествия с несовершеннолетними и не уведомлял о совершённых преступлениях светские власти, но также не проводил внутренних расследований в отношении подозреваемых в совращении. В свою очередь Католическая церковь выступила с опровержениями обвинений американских журналистов.
Историк и религиовед Филип Дженкинс отмечает, что в результате многочисленных расследований было доказано, что около 0,2 % католических священников замешаны в случаях насилия над детьми. По словам архиепископа Сильвано Томази, эта величина может достигать 5 %.

## История
По данным психоисторика Ллойда Демосса, вплоть до XIII века в монастырях была известна практика использования детей в сексуальных целях.

### Австралия
В Австралии в 1993—2010 годах было осуждено 100 католических священников за развратные действия в отношении малолетних.

### Бельгия
В январе 2008 года брюссельский суд приговорил к пяти годам тюрьмы аббата Роббера Борремана, признав его виновным в совершении актов педофилии в отношении своего малолетнего крестника. Борреман в течение нескольких лет, начиная с 11-летнего возраста, принуждал мальчика к вступлению с ним в  половую связь.
Католическая церковь в Бельгии образовала под руководством врача-психиатра Петера Адрианссенса специальную «Комиссию по рассмотрению жалоб о сексуальных злоупотреблениях в пасторской деятельности», которая подготовила и опубликовала доклад объёмом 200 страниц, где были представлены данные с 300 делами о сексуальных преступлениях против детей, совершённые не только представителями духовенства, но и учителями, проводившими уроки религии, и руководителями молодёжных групп, факты которых основывались на показаниях 124 предполагаемых жертв насилия; возраст многих из детей не превышал 12 лет, а некоторые подверглись насилию будучи в возрасте от двух до пяти лет.
Главой комиссии Петером Адрианссенсом было сделано заявление, где он отметил, что проявления педофилии были выявлены почти в каждой епархии, а 13 предполагаемых жертв издевательств совершили самоубийство. Обычно злоупотребления в отношении мальчиков прекращались после достижения ими 15-летнего возраста, в то время как развратные действия в отношении девочек продолжались до наступления совершеннолетия. В то же время Адрианссенс указал на то, что комиссия не обнаружила никаких доказательств того, что Католическая церковь располагала данными о имевших место случаях педофилии и не расследовала их должным образом. В ходе расследования было установлено, что пик распространения педофилии пришёлся на 1960-е годы, когда случаи издевательств были установлены во всех епархиях и во всех католических школах-пансионах, а снижение злоупотреблений наступило в 1980-е годы, причиной чему скорее всего стало сокращение числа священников вместе со снижением влияния Католической церкви в системе образования.
Интернет-издание NEWSru.com отмечало, что в период с января по июнь 2010 года Комиссия получила 475 жалоб, а пик её деятельности пришёлся на апрель 2010 года, когда епископ Брюгге Рогер Вангелюве был лишён сана за сексуальное насилие в отношении своего племянника в бытность приходским священником в период между 1973 и 1986 годами. В апреле 2011 года Вангелюве в интервью телеканалу VT4 рассказал, что более 25 лет назад имел сексуальные отношения с двумя своими несовершеннолетними племянниками, но отказался признать в этом педофилию, заявив, что «это не имеет ничего общего с сексуальностью», поскольку, по его словам, племянники просто спали с ним в одной постели. Также он отметил, что «это начиналось как игра, и это никогда не было вопросом изнасилования… Это были просто небольшие отношения, и я не видел, что мои племянники были против этого. Совсем даже наоборот. Это не был грубый секс».
В конце июня в связи с расследованием дела о сексуальных домогательствах полицией был проведён обыск в резиденции главы Католической церкви Бельгии, во время которого были изъяты материалы расследования комиссии Адрианссенса. Сам Адрианссенс заявил, что приостанавливает работу Комиссии, поскольку считает, что его работа была использована как приманка сотрудниками бельгийских правоохранительных органов. В сентябре суд установил незаконность действий полиции и недопустимость использования изъятых документов в качестве материального доказательства для предъявления официальных обвинений.
Из-за случая с Вангелюве специальная комиссия по рассмотрению жалоб на священников, подозреваемых в педофилии и сексуальном домогательстве, открыла 270 таких досье.
13 сентября 2010 года во время пресс-конференции примас Католической церкви в Бельгии Андре-Жозеф Леонар отметил, что после официального обнародования доклада комиссии Адрианссенса испытывает «чувство гнева и бессилия», а его содержание и пострадавшие люди вызывают трепет. Также Леонар подчеркнул, что церковь стремится восстановить своё доброе имя и поэтому примет участие во врачевании душевных ран жертв насилия и будет в их полном распоряжении. Ранее в апреле того же года он признал, что Католическая церковь находится в кризисе и желает решительно перевернуть эту горькую страницу в своей истории.
Интернет-издание NEWSru.com отмечает, что в сентябре 2010 года в федеральную Прокуратуру Бельгии были направлены 103 жалобы на развратные действия священников Римско-католической церкви. 76 % подателей жалоб — мужчины в возрасте от 40 лет, которые в детстве пострадали от педофилов. Самому старшему из пострадавших исполнилось 82 года, а самому младшему — 23 года. При этом глава специальной парламентской комиссии по сексуальным надругательствам, созданной нижней палатой парламента Бельгии (начала работу в ноябре 2010 года), Карин Лалье выступила с инициативой наложить на Римско-католическую церковь в Бельгии финансовые санкции в связи со скандалом на почве педофилии.
В 2011 году судебный иск против Римско-католической церкви подала в Брюсселе группа из 75 бельгийцев, подвергшихся в детстве сексуальному насилию со стороны священников, при этом один из священников совершил акт суицида.

### Германия
Пресс-секретарь Регенсбургского епископства Клеменс Нек рассказал, что в 1958—1973 годах жертвами сексуального насилия со стороны преподавателя и директора гимназии стали хористы известного хора мальчиков «Регенсбургер Домшпатцен». Оба растлителя были уволены, но умерли в 1984 году, не успев предстать перед судом.
В 2010 году общественное мнение Германии было взбудоражено фактами растления несовершеннолетних со стороны священников в баварском католическом монастыре Этталь. Жертвами католиков-педофилов стали 100 воспитанников, в числе которых оказались участники хора мальчиков «Регенсбургер Домшпатцен». Ситуация усугубилась тем фактом, что в 1964—1994 годах капельмейстером и дирижёром хора был Георг Ратцингер — старший брат Папы Римского Бенедикта XVI. Сам Георг Ратцингер, отвечая на этот вопрос в эфире баварского ТВ, заявил, что даже на уровне слухов ничего не знал об избиениях и других преступлениях, которые совершались в отношении мальчиков-хористов.
Схожий инцидент в 70-х и 80-х годах XX века имел место и в элитном иезуитском Берлинском колледже Канизия, многие выпускники которого, по данным немецкого журнала Der Spiegel, в настоящее время являются высокопоставленными лицами государственной администрации и частных предприятий. В 2004 году к действующему директору колледжа Клаусу Меркесу пришли два пострадавших выпускника. Потрясённый их рассказами Меркес обратился с открытым письмом к 600 выпускникам учебного заведения с просьбой подтвердить случившееся, а также нанял частного детектива и адвоката Урсулу Рауэдлю для проведения расследования. По просьбе самих жертв до окончания внутреннего расследования Меркес долгое время не предавал огласке обстоятельства преступления. В свою очередь Рауэдля установила, что жертвами по меньшей мере 12 священников-преподавателей стали около 115 школьников, причём некоторые из жертв впоследствии покончили жизнь самоубийством. Позднее главными подозреваемыми стали два бывших преподавателя колледжа — 65-летний Вольфганг Ш. (Wolfgang St.), находившийся в Чили и написавший письмо с признанием, а также 69-летний Петер Р. (Peter R.), проживавший в Берлине и быстро скрывшийся из своей квартиры в неизвестном направлении после того, как узнал о своём розыске. Ещё одним подозреваемым стал 70-летний иезуит, который был допрошен на основании показаний трёх пострадавших. В дальнейшем потерпевшими были признаны 205 человек, которые объединились в ассоциацию пострадавших и выступили с требованием справедливой денежной компенсации за причинённый ущерб. Ранее орден иезуитов заявил о своём банкротстве.

### Ирландия

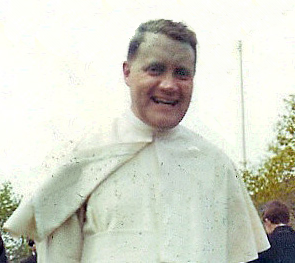
Брендан Смит, католический священник, изнасиловавший несколько сотен детей

В 2000 году Католическая церковь Ирландии заплатила 12 тысяч фунтов девушке, которую с 8 лет (1979 год) регулярно насиловал католический священник, вынуждая её молчать об этом. Согласно The Guardian соглашение заключили епископ Деррийский Шеймас Хегарти, его предшественник епископом Эдвард Дэли и сама пострадавшая. Информация стала известна только спустя 10 лет в связи с международным скандалом.
В 2009 году в Ирландии был опубликован доклад, на основании которого педофилия инкриминировалась 46 священникам. Эпизоды касались периода с 1975 по 2004 год, причём мальчики становились жертвами в два раза чаще девочек. Всего жертвами от церковных педофилов в Ирландии за этот период могли стать до 2000 детей. По данным следствия архиепископы Джон Чарльз Маккуэйд, Дермот Райан, Кевин Мак-Намара и кардинал Десмонд Коннелл знали о развращении несовершеннолетних, но не сообщили об этом в правоохранительные органы. Следствие в своём докладе отметило, что «церковь ставила собственную репутацию выше защиты детей. А государство фактически покрывало незаконные действия священников». Скандал усугубился признанием кардинала Шона Брэди в том, что в 1975 году во время проведения внутреннего церковного расследования в связи с деяниями Брендана Смита Брэди на встрече с двумя пострадавшими — мальчиками 10 и 14 лет — с целью «избежать возможного сговора» при сборе доказательств убедил их дать письменную клятву о том, что они обязуются не разглашать подробностей сексуальных домогательств. Кардинал Брэди принёс чистосердечные извинения за свой поступок и отметил, что испытывает стыд за этот «болезненный эпизод из прошлого». Папа Римский Бенедикт XVI признал скандал и извинился перед жертвами своих подопечных.
В марте 2012 года начался суд над ирландской монахиней, которая обвиняется в сексуальном насилии над 87 девочками.

### Испания
На волне множащихся сообщений о широко распространенённой практике сексуальной эксплуатации несовершеннолетних в учреждениях испанской католической церкви газета El País в 2018 году инициировала собственное расследование таких случаев. В декабре 2021 года издание опубликовало некоторые из его предварительных материалов. В частности, было названо число предполагаемых жертв сексуальных преступлений: 1 237 (лишь известные случаи, реальное же их число могло составлять многие тысячи). Самый старый случай датировался 1942 годом, один из самых недавних – 2018-м. Полный текст доклада опубликован не был, однако, по словам представителя El País, он был передан папе римскому Франциску тогда же, в начале декабря 2021 года.
Церковь обещала провести расследование предполагаемых преступлений. Между тем, к концу 2023 года  в базе данных El País насчитывалось уже 1 036 имён обвиняемых в сексуальных преступлениях и 2 206 имён жертв.
В мае 2022 года парламент страны постановил создать независимую комиссию по расследованию случаев сексуальной эксплуатации в испанской католической церкви. Мандат комиссии, которую возглавил омбудсмен Анхель Габилондо, включал в себя определение масштаба проблемы и круга ответственных за преступления, выработку предложений по выплате компенсации жертвам и мер для предотвращения новых преступлений в будущем. Результатом продолжавшейся 14 месяцев работы комиссии стал 779-страничный доклад, обнародованный 27 октября 2023 года. Экстраполировав данные, полученные в ходе 8 013 интервью, авторы доклада пришли к выводу, что жертвами сексуальных домогательства или насилия со стороны священнослужителей и сотрудников связанных с церковью учреждений из числа мирян могли стать более 440 тыс. несовершеннолетних испанцев. Это 1,13 % населения страны − наивысший показатель в мире из зафиксированных на конец 2023 года. Бо́льшая часть случаев пришлась на 1970-80 годы.
Реакция испанских церковных иерархов на доклад омбудсмена была амбивалентной. С одной стороны, ассамблея Конференция католических епископов Испании признала факт нанесения ущерба, попросила прощения у жертв и выразила готовность следовать предложенным в докладе рекомендациям. С другой стороны, она поставила под сомнение масштаб проблемы и методологию исследования и попыталась размыть свою ответственность, заявив, что данное «зло выходит за рамки Церкви». Церковь согласилась принять участие в формировании фонда для выплаты компенсации жертвам, однако лишь при условии, что в число таковых (жертв) будут включены все случаи сексуального насилия и злоупотреблений, а не исключительно те, что произошли в церковных учреждениях.
Реакция католической церкви на доклад омбудсмена разочаровала испанскую общественность. В обзорной статье, вышедшей на следующий день после опубликования доклада Анхеля Габилондо El País указывает на то, что на протяжении десятилетий церковь, по крайней мере, на официальном уровне, пыталась отрицать проблему или минимизировать её масштабы и не предпринимала никаких действий с целью защитить несовершеннолетних от посягательств духовных отцов.

### Мальта
В 2010 году стало известно о троих священниках-педофилах, которые обвинялись в совращении 10 детей в католическом сиротском приюте.

### Португалия
После того, как в конце 2021 г. стали известны шокирующие результаты исследования случаев сексуального насилия над детьми в католической церкви во Франции, сотни португальских католиков поставили подписи под открытым письмом к Конференции католических епископов этой страны с призывом провести аналогичное расследование в Португалии. Независимая комиссия по изучению случаев сексуального насилия над детьми в католической церкви была создана по решению Конференции католических епископов Португалии в конце 2021 года и приступила к работе в январе следующего 2022 года. В её состав вошли люди с различным профессиональным бэкраундом: судья в отставке, клинический психолог, социальный работник, психиатр, журналист — ни один из которых не был прямо связан с католической церковью (при этом, церковь предоставила финансирование, необходимое для работы Комиссии). Возглавил Комиссию детский психиатр Педро Штрехт. Комиссия рассматривала сообщения о предполагаемых случаях сексуального насилия, произошедших с 1950 по 2022 гг. включительно.
В январе 2023 года Независимая комиссия завершила свою работу и 13 февраля представила свой доклад на пресс-конференции в Лиссабоне. Согласно документу, Комиссией было рассмотрено 564 сообщения о предполагаемых случаях сексуального насилия в отношении детей в учреждениях католической церкви Португалии в указанный период времени, 512 из которых было подтверждено. Представляя доклад, Педро Штрехт отметил, что переданные Комиссии свидетельства указывают на гораздо более многочисленную сеть жертв, исчисляемую по самым скромным подсчётам 4 815 пострадавшими — причём даже эта цифра может оказаться лишь «вершиной айсберга».
Среди сформулированных в докладе Независимой комиссии рекомендаций — признание церковью существования и масштабов проблемы; моральное обязательство церкви осуждать случаи предполагаемых преступлений, связанных с сексуальным насилием и сотрудничать с прокуратурой в их расследовании; регулярное внешнее обучение и надзор за членами церкви с особым упором на вопросы сексуальности; прекращение практики отправления религиозных обрядов и проведения собраний в изолированных помещениях; обеспечение психологической помощи и поддержки жертвам сексуального насилия; и другие. Ряд рекомендаций был адресован властям и гражданскому обществу, в частности, предложено изменить законодательство, увеличив до 30 лет (сейчас 23 года) возраст жертвы, до достижения которого уголовное преследование не может быть прекращено по истечении срока давности. Независимая комиссия передала в прокуратуру свидетельства с описанием 25 случаев предполагаемого сексуального насилии, в отношении которых не истёк срок давности, и направила Конференции католических епископов Португалии список, в котором содержались имена около ста священников, обвинённых в сексуальных преступлениях.
Сразу же по обнародовании доклада Независимой комиссии председатель Конференции католических епископов Португалии Жозе Орнелаш попросил прощения у всех жертв сексуального насилия и принёс извинения им и обществу в целом за то, что церковь не смогла своевременно осознать масштаб проблемы. Он обещал принять все меры для того, чтобы злоупотребления не повторились. 3 марта на чрезвычайном общем собрании Конференции католических епископов главы епархий обсудили доклад Независимой комиссии и содержащиеся в нём рекомендации. Предсказуемо, епископы осудили случаи сексуального насилия в учреждениях католической церкви и обещали принять меры, исключающие их повторение в будущем. Позже стало известно о предупредительных административных мерах, принятых руководителями большинства епархий в отношении священников, чьи имена упоминались в списке, переданном Независимой комиссией. По состоянию на 22 марта 2023 г., 13 священников было в превентивном порядке отстранено от служения до завершения расследования.

### США
Сексуальный скандал разразился в диоцезах Католической церкви США после того, как стало известно о таких случаях в Бостонской архиепархии. Стало известно, что архиепископ Бостона кардинал Бернард Фрэнсис Лоу знал о сексуальных домогательствах к детям со стороны священников своей митрополии, но ничего не предпринимал и даже покрывал преступников. Это привело к выплате семьям пострадавших огромных штрафов, а сам Лоу подал в отставку 13 декабря 2002 года. Эти события подхлестнули развитие скандала. По данным на 2010 год семьям пострадавших было в сумме выплачено около 2 млрд долларов штрафа; папа Бенедикт XVI заявил, что он «глубоко пристыжен» произошедшим, извинился перед пострадавшими и сказал, что педофилы не могут быть полноправными священниками Римской католической церкви.
В июне 2002 года Конференция католических епископов США обратилась в Колледж уголовного права Джона Джея, который является одним из основных колледжей Городского университета Нью-Йорка, с просьбой исследовать аспекты проблемы растления несовершеннолетних прихожан католическими священниками. Отчёт Колледжа Джона Джея утверждает, что за период 1950—2002 гг. католическим священникам в США было предъявлено 10667 обвинений в растлении малолетних прихожан (стр. 7 отчёта). Ежегодное число обвинений росло в 1960-х и 1970-х годах и начало уменьшаться с 1980 года. В начале 1960-х годов предъявлялось около 50 обвинений в год. В конце 1970-х годов эта цифра выросла до 450—500. К 2000 году показатель опять вернулся к уровню 50 и менее обвинений в год (стр. 28 отчёта).
В марте 2010 года газета The New York Times получила от Джеффа Андерсона и Майка Финнегана — адвокатов пяти человек, подавших иски против архиепископа города Милуоки в штате Висконсин и священника Лоуренса Мерфи ряд документов, где была представлена внутренняя переписка между епископами штата и Ватиканом, а также заявления жертв Мерфи, записи эксперта по сексуальным расстройствам, который беседовал с пастором-растлителем, и протокол последнего заседания по этому делу в Ватикане. Из скандальных документов следовало, что три архиепископа Милуоки знали о надругательстве над детьми, но не сообщали об этом в полицию, а также покрывали Мерфи, который последние 24 года своей жизни был священником одного из местных приходов.
22 апреля 2010 года стало известно, что одна из американских жертв священников-педофилов из штата Иллинойс подала иск против Римского папы. Основанием для иска стали преступления на сексуальной почве, совершённые священником Лоренсом Мерфи из висконсинской школы имени святого Иоанна для глухих детей. Истец заявил, что в 1995 году пытался уведомить церковные власти, дважды отправив письмо главе Секретариата по внешним связям Ватикана Анджело Содано, но не получил ответа. Русская служба Би-би-си отметила, что то, что «упомянутые в письме обвинения относились к деятельности священнослужителя, означает, что в Ватикане письмо должно было быть направлено на рассмотрение Конгрегацией доктрины веры (КДВ), которую на тот момент возглавлял кардинал Йозеф Ратцингер, впоследствии занявший Святой Престол под именем Бенедикта XVI».
В июле 2007 года крупнейшая Архиепархия Лос-Анджелеса согласилась на выплату (вторую после выплаты в 2006 году) рекордной для такого рода исков в США суммы в 660 млн долларов жертвам сексуального насилия со стороны духовенства епархии, которое засвидетельствовано показаниями 508 жертв насилия, имевшего место в период с 1940-х годов. Выплаты истцам поставили епархию на грань банкротства, но позволили её главе Роджеру Махони избежать дачи показаний в суде о практике системного сокрытия сексуальных преступлений духовенства. Совокупные выплаты по делам о половых преступлениях против католических епархий с 1950 года в США составили 2 млрд долларов.
В марте 2011 года в связи с расследованием по делу о растлении малолетних от богослужений был отстранён 21 священник в Филадельфии.

### Нидерланды
По данным издания NRC Handelsblad, в 1950-х годах католическая церковь кастрировала не менее 11 мальчиков, ставших жертвами насилия со стороны священников-педофилов, «чтобы вылечить их от гомосексуализма». После газетной публикации парламент страны призвал провести тщательное расследование. Проверка вскрыла факты сексуального насилия над тысячами детей в нидерландских католических учреждениях с 1945 года.

### Франция
В октябре 2021 года был опубликован доклад независимой комиссии по расследованию случаев сексуального насилия в католической церкви, согласно которому из 115 тысяч бывших и нынешних католических священников Франции от 2900 до 3200 человек причастны к разного рода сексуальному насилию. С учетом домогательств со стороны мирян, участвовавших в работе церкви, число жертв может превысить 330 тысяч человек, при этом «подавляющее большинство» пострадавших от действий священников — это мальчики-подростки. Комиссия передала прокурорам свидетельства 22 случаев насилия, по которым все еще можно возбудить уголовные дела. В остальных случаях уже истек срок давности.

## Отражение в искусстве и документальном кинематографе
• Песня "День Рождения" - ROFLMAN
- «По воле божьей» (2019) — фильм Франсуа Озона.
- «Клир» (2018) — фильм Войцеха Смажовского.
- «Отступник» (2017) фильм режиссёров Людвига Шаммасяна и Пола Шаммасяна.
- «В центре внимания» (2015) — фильм Томаса Маккарти.
- «Бивень» (рассказ Говарда Хоу) (2014) — кинофильм.
- «Голгофа» (2013) — кинофильм Джона Майкла Макдона.
- «Рэй Донован» (2013) — телесериал.
- Первый сезон телесериала «Настоящий детектив» (2014).
- «Сомнение» (2008) — кинофильм.
- «Избави нас от лукавого» (2006) — документальный фильм Эми Берг.
- «Дурное воспитание (англ.: Bad Education)» (2004) — кинофильм Педро Альмодовара.
- «Песня для изгоя» (2003) — кинофильм Эйслинга Уолша.
- «Пылкая католическая любовь» (2002), «Мальчики и священник»(2018) — эпизод мультсериала «Южный Парк».
- «Первобытный страх» (1996) — кинофильм Грегори Хоблита.
- Судится с римским папой (2002), — документальный фильм на BBC режиссера Колма О’Гормана.
- «Судебное решение» (1990) — телефильм на HBO режиссера Тома Топора.
- «Рука Бога» (2006) — документальный фильм Джо Калтрера.
- «Мальчики святого Винсента» (1992) — Канадский телевизионный мини-сериал режиссера Джона Н. Смита
- «Искривление веры» (2004) — документальный фильм режиссера Дика Кирби.
- «Не говори никому» (2019) — документальный фильм режиссера Томаша Секьельски.
- «Святой Ватер-Гейт» (2004) — документальный фильм режиссера Мэри Хили.
- «Наши отцы» (2005) — телевизионный фильм режиссера Дэна Куртиса
- «Моя великая вина: Молчание в доме Господнем» (2012) — документальный фильм режиссера Алекса Гибни.
- Песня «Blessed By The Priest» группы Aeon.
- Песня «Profit Preacher» группы Clawfinger (1993).
- Песня «Hallelujah» группы Rammstein.
- Песня «Crimen Sollicitationis» группы Ska-P.
- Песня «Cry for the Moon» группы Epica.
- Песня «The Cross» группы Scorpions.
- Песня «Pope Song» австралийского стэндап-комика Тима Минчина.
- Песня «The Priest» группы Limp Bizkit.
- Песня «Immeasurable Foetal Mutilation» группы Infant Annihilator.
- Песня «„Heimkind“» группы Ost+Front.
- Отец де Керн, персонаж романа «Себастьян Рок» Октава Мирбо.
- «Молодой Папа» (2017) — сериал.
- Песня «Где нас нет» Oxxxymiron.
- Книга Содом.